# Addio giovinezza! (commedia)
Addio giovinezza! è una commedia in tre atti scritta nel 1911 da Sandro Camasio e Nino Oxilia e andata in scena per la prima volta al Teatro Manzoni di Milano il 27 marzo 1911.

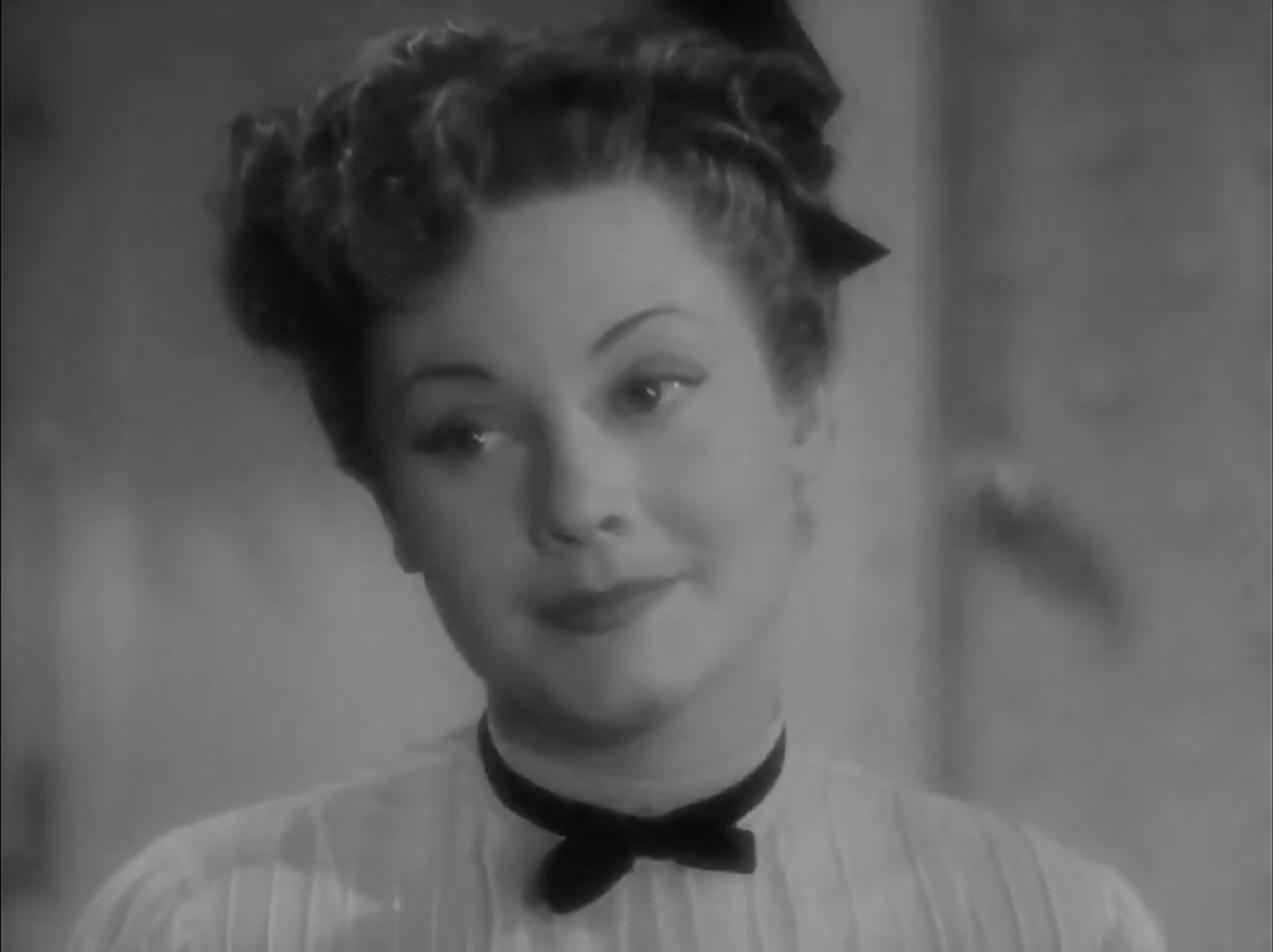
Maria Denis nella versione cinematografica del 1940 di Addio giovinezza!

## Trama
A Torino, nei primi anni del Novecento, uno studente fuori sede di medicina proveniente da un paesello di provincia, Mario Salviati, prende in affitto una stanza e si innamora di Dorina, figlia della proprietaria di casa. Dorina è una semplice modista, di famiglia umile (la stanza in affitto è, insieme al suo lavoro, l'unica ricchezza sua e della madre), ma ricambia con timido trasporto l'amore di Mario.
I due giovani vivono lietamente i giorni belli e facili dell'amore, tra passeggiate al Castello del Valentino, piccoli litigi e grandi sogni. Tuttavia Mario, stuzzicato anche dagli amici goliardi (tra cui il timido Leone, che, diversamente da lui, non ha fortuna con le ragazze), sogna un'avventura con qualche dama del bel mondo; e quando gliene capita l'occasione, con una bella e misteriosa signora, Elena, che sembra essersi incapricciata di lui, non si tira indietro e un pomeriggio la invita anche nella propria stanza in affitto, contando sull'assenza di Dorina. Quest'ultima però, messa involontariamente in guardia dall'incauto Leone, precede Mario e con una scenata di gelosia – un po' con le buone e un po' con le cattive – allontana la sua ospite. Non appena lo viene a sapere, Mario lascia la stanza e Dorina.
Passano i mesi, i giorni dell'università e della giovinezza volgono al termine. Mario si è appena laureato e si appresta a lasciare Torino, per andare a esercitare la professione di medico nel paesello di origine tra le montagne. Dorina, avvertita dalle amiche, passa da lui per un ultimo saluto. Mario le dice che lei è stato l'unico vero grande amore della sua giovinezza, ma a nessuno dei due passa per la mente di potersi mettere di nuovo insieme o magari addirittura sposarsi: lei è soltanto un'umile sartina; lui è ormai un medico, appartiene a un'altra categoria sociale e comunque ha delle responsabilità verso gli anziani genitori che gli hanno pagato gli studi (e i divertimenti). Così Mario se ne va per sempre, tra le lacrime e i baci d'addio di Dorina.

## Genesi e accoglienza
Sandro Camasio e Nino Oxilia avevano già scritto a quattro mani nel 1909, per un concorso bandito dalla Società degli Autori, una commedia (La zingara) che era stata premiata e subito dopo rappresentata al Teatro Carignano di Torino. Ma conquisteranno il pubblico di tutta Italia due anni dopo con Addio giovinezza!, commedia crepuscolare ricca di riferimenti autobiografici: il mondo degli studenti universitari e dei goliardi era quello che gli autori avevano frequentato e continuavano a frequentare; le crestate e modiste erano i loro piccoli amori quotidiani; dietro al personaggio di Mario si nascondeva in parte lo stesso Camasio; quello di Dorina era ispirato a una ragazza torinese, Dorina Ronga, in realtà una borghese amata da Camasio (sposerà un dentista e morirà sotto i bombardamenti durante la seconda guerra mondiale).
La commedia, benché scritta da torinesi di nascita (Oxilia) o di adozione (Camasio) e tutta ambientata a Torino, andò in scena per la prima volta a Milano, al Teatro Manzoni, il 27 marzo 1911, con Maria Melato nel ruolo di Dorina. Fu subito un grande successo, replicato pochi giorni dopo (4 aprile) al Teatro Carignano di Torino con Armando Falconi nel ruolo di Mario, Tina Di Lorenzo in quello di Dorina e Luigi Carini in quello di Leone. Ma per poter assistere alla prima milanese della propria opera, Camasio – che non navigava nell'oro – fu costretto a farsi prestare i soldi per il viaggio dall'anziana donna di servizio di famiglia.
Il critico Renato Simoni, a sua volta commediografo, fu molto colpito da Addio giovinezza!, «una di quelle storie d'amore che il pubblico ama, perché gli ripetono la nostalgia dei vent'anni, sepolta ma non morta, nel suo pigro cuore borghese; c'è dentro la piccola primavera di tutti, quella che profuma le acacie dei giardini pubblici e consola anche le vie cittadine; c'è quel gusto d'esser mesti che si assapora quando i giorni che si hanno ancora da vivere paiono innumerevoli, e il dolore non è definitivo perché si ha tanto tempo davanti a noi per ricominciar tutto, le avventure e le speranze».
Ma la stesura della commedia non era stata semplice come potrebbe sembrare. Dopo molte discussioni, Camasio e Oxilia avevano stabilito che i due protagonisti, Mario e Dorina, dovessero infine sposarsi. Ma quando presentarono il copione alla sua futura interprete teatrale, Tina Di Lorenzo, questa rispose loro: «Buona la commedia, orribile il finale». E li costrinse a riscriverlo, poiché non era pensabile, nell'Italia del 1911, che un medico sposasse una modista.
Il destino dei due giovani autori fu anche più triste di quello dei loro personaggi. Camasio, dopo una storia d'amore probabilmente infelice con la diva del cinema Lidia Quaranta, morì di meningite a 26 anni, nel 1913, in un ospedale di Torino. Oxilia gli sopravvisse di pochi anni: morirà nella prima guerra mondiale, dilaniato da una granata, il 17 novembre 1917, «sinistra data, su un monte dal sinistro nome (Tomba)».

## Adattamenti
- Addio giovinezza! (1915), operetta di Giuseppe Pietri su libretto di Alessandro De Stefani.
- Addio giovinezza! (1913), film diretto dallo stesso Sandro Camasio, protagonisti Lidia Quaranta e Amerigo Manzini.
- Addio giovinezza! (1918), film di Augusto Genina, protagonisti Maria Jacobini e Lido Manetti.
- Addio giovinezza! (1927), film di Augusto Genina, protagonisti Carmen Boni e Walter Slezak.
- Addio giovinezza! (1940), film di Ferdinando Maria Poggioli, protagonisti Maria Denis e Adriano Rimoldi.
- Adiós juventud (1943), film messicano di Joaquin Pardavé, in lingua spagnola, protagonisti Manolita Saval e Luis Aldás.
- Addio giovinezza! (1962), sceneggiato televisivo, protagonisti Lia Zoppelli e Ugo Pagliai.
- Addio giovinezza! (1968), sceneggiato televisivo in 2 puntate, protagonisti Gigliola Cinquetti e Nino Castelnuovo.

## Curiosità
La canzone di Enrico Frati e Giovanni Raimondo Piemontesina (1936) è chiaramente anche se non esplicitamente ispirata ai personaggi di Mario e Dorina in Addio giovinezza!.
Un romanzo giallo di Enrico Giacovelli, Le Colonne di via Po (2024), contiene numerosi riferimenti alla commedia e narra di una sua messinscena moderna negli anni Ottanta del Novecento.